# Terminal de buses Félix Adán
El Terminal Félix Adán es el principal terminal de buses de la ciudad de Talcahuano, Chile.
Está ubicado en Almirante Juan José Latorre 8, esquina Calle Gálvez, cercano a la Base Naval, a Plaza El Ancla y a la estación Mercado del Biotrén. 

## Historia
El Terminal Félix Adán de Talcahuano, es una iniciativa que propulsó don Félix Adán Barrio.
Félix Adán llegó desde España, a radicarse en Talcahuano, en 1960. 
La propuesta fue tramitada por tres años hasta obtener las autorizaciones. El terreno, frente a la plaza El Ancla, cobijó antiguamente una compraventa de fierro, la que fue demolida por Félix Adán, quien primero pensaba arrendar el espacio. Los gestores afirmaron que los estudios previos a la obtención de permisos de construcción del terminal, como los que demuestran que el tránsito no se verá afectado y otros de tipo ambiental, están hechos.
Luego se contrató la edificación con la Constructora Santa Ana, la que está realizando el movimiento de tierra en Almirante Juan José Latorre 8. Las obras comenzaron en junio de 2002. Un equipo de profesionales apoyó a Félix Adán, entre ellos el arquitecto Rodrigo Burgos y en la gestión inmobiliaria Conrado Fuentes.

## Diseño y prestaciones
El diseño es de un edificio de estructura metálica, transparente, de dos pisos, con capacidad para hasta 10 boleterías, con oficinas, cafetería, sala de espera, entre otros. El terreno en que se levanta es de 1700 metros cuadrados con 523 metros cuadrados construidos. Considera seis andenes e instalaciones para higiene y mantención de las máquinas, además de estacionamientos.

## Líneas de buses
Actualmente salen las líneas de buses:
Tur Bus, 
EME Bus, 
Buses ETM,
Pullman Tur,
TranSantin

## Destinos
Salidas a los Siguientes Destinos:
- Villa Alemana
- Quilpué
- Viña del Mar
- Valparaíso
- Santiago
- Rancagua
- Curicó
- Talca
- Chillán
- Los Ángeles
- Victoria
- Temuco
- Pitrufquén
- Gorbea
- Loncoche
- Lanco
- San José de la Mariquina
- Máfil
- Valdivia
- Osorno
- Frutillar
- Puerto Varas
- Puerto Montt
- Pargua
- Chacao
- Ancud
- Castro
- Quellón